# Jong Ajax in het seizoen 2013/14
Het seizoen 2013/14 is het eerste seizoen dat Jong Ajax, het tweede elftal van de club AFC Ajax, uitkomt in de Eerste divisie. Ajax heeft hiermee samen met FC Twente en PSV een primeur: het is voor het eerst dat clubs hun beloftenelftallen mogen inschrijven voor de Eerste divisie.
Jong Ajax heeft net als de twee andere beloftenelftallen niet de mogelijkheid om te promoveren of om deel te nemen aan de nacompetitie. Wel kunnen ze kampioen worden. De selectie en de spelers die de beloftenelftallen in de Eerste divisie mogen opstellen, zijn gebonden aan een aantal door de KNVB bepaalde restricties. Zo mogen spelers van de club die in het seizoen niet meer dan vijftien keer zijn uitgekomen voor het eerste elftal, ook uitkomen voor het beloftenteam.

## Selectie en technische staf
| Nat.                 | Naam                    | Contract tot    | Geboortedatum    | Vorige club             | Wed. ()         |                 |                 |
|                      | Doelverdediging         | Doelverdediging | Doelverdediging  | Doelverdediging         | Doelverdediging | Doelverdediging | Doelverdediging |
| -------------------- | ----------------------- | --------------- | ---------------- | ----------------------- | --------------- | --------------- | --------------- |
| Vlag van Nederland   | Norbert Alblas          | 30 juni 2014    | 12 december 1994 | AZ                      | 0 (0)           |                 |                 |
| Vlag van Nederland   | Peter Leeuwenburgh      | 30 juni 2015    | 23 maart 1994    | Jeugdopleiding AFC Ajax | 3 (0)           |                 |                 |
| Vlag van Nederland   | Maurits Schmitz         | 30 juni 2014    | 31 maart 1993    | Jeugdopleiding AFC Ajax | 1 (0)           |                 |                 |
|                      | Verdediging             |                 |                  |                         |                 |                 |                 |
| Vlag van Nederland   | Djavan Anderson         | 30 juni 2015    | 21 april 1995    | Jeugdopleiding AFC Ajax | 8 (0)           |                 |                 |
| Vlag van Nederland   | Bas Kuipers             | 30 juni 2015    | 17 augustus 1994 | Jeugdopleiding AFC Ajax | 26 (1)          |                 |                 |
| Vlag van Nederland   | Derwin Martina          | 30 juni 2014    | 19 juli 1994     | Jeugdopleiding AFC Ajax | 17 (0)          |                 |                 |
| Vlag van Nederland   | Fabian Sporkslede       | 30 juni 2015    | 3 augustus 1993  | Jeugdopleiding AFC Ajax | 9 (1)           |                 |                 |
| Vlag van Nederland   | Kenny Tete              | 30 juni 2015    | 9 oktober 1995   | Jeugdopleiding AFC Ajax | 26 (0)          |                 |                 |
| Vlag van Nederland   | Branco van den Boomen   | 30 juni 2014    | 21 juli 1995     | Willem II               | 15 (1)          |                 |                 |
|                      | Middenveld              |                 |                  |                         |                 |                 |                 |
| Vlag van Afghanistan | Emran Barakzai          | 30 juni 2014    | 29 november 1994 | Jeugdopleiding AFC Ajax | 1 (0)           |                 |                 |
| Vlag van Nederland   | Riechedly Bazoer        | 30 juni 2015    | 12 oktober 1996  | PSV                     | 21 (0)          |                 |                 |
| Vlag van Nederland   | Abdel Malek El Hasnaoui | 30 juni 2014    | 9 februari 1994  | Jeugdopleiding AFC Ajax | 26 (2)          |                 |                 |
| Vlag van Nederland   | Sinan Keskin            | 30 juni 2015    | 13 augustus 1994 | Haaglandia              | 6 (0)           |                 |                 |
| Vlag van Slowakije   | Stanislav Lobotka       | 30 juni 2014    | 25 november 1994 | AS Trenčín              | 30 (3)          |                 |                 |
| Vlag van China       | Chengkuai Wang          | 30 juni 2015    | 23 januari 1995  | Dalian Shide            | 2 (0)           |                 |                 |
|                      | Aanval                  |                 |                  |                         |                 |                 |                 |
| Vlag van Nederland   | Elton Acolatse          | 30 juni 2015    | 25 juli 1995     | Jeugdopleiding AFC Ajax | 2 (0)           |                 |                 |
| Vlag van Nederland   | Jordi Bitter            | 30 juni 2014    | 19 januari 1994  | Jeugdopleiding AFC Ajax | 2 (0)           |                 |                 |
| Vlag van Nederland   | Nick de Bondt           | 30 juni 2014    | 21 april 1994    | Vitesse                 | 16 (0)          |                 |                 |
| Vlag van Nederland   | Sam Hendriks            | 30 juni 2017    | 25 januari 1995  | De Graafschap           | 22 (5)          |                 |                 |
| Vlag van Duitsland   | Marvin Höner            | 30 juni 2015    | 4 mei 1994       | Arminia Bielefeld       | 4 (0)           |                 |                 |
| Vlag van Nederland   | Ricardo Kishna          | 30 juni 2016    | 4 januari 1995   | Jeugdopleiding AFC Ajax | 6 (2)           |                 |                 |
| Vlag van Servië      | Dejan Meleg             | 30 juni 2016    | 1 oktober 1994   | FK Vojvodina            | 27 (12)         |                 |                 |

Bijgewerkt t/m De Graafschap - Jong Ajax

### Overige spelers
De volgende spelers hebben minuten gemaakt voor Jong Ajax maar behoren niet tot de selectie van Jong Ajax
| Keepers             |           |                 |        |    |   |
| Mickey van der Hart | Nederland | 13 juni 1994    | Ajax 1 | 27 | 0 |
| Kenneth Vermeer     | Nederland | 10 januari 1986 | Ajax 1 | 4  | 0 |
| Jasper Cillessen    | Nederland | 22 april 1989   | Ajax 1 | 3  | 0 |
| Verdedigers         |           |                 |        |    |   |
| Ruben Ligeon        | Nederland | 24 mei 1992     | Ajax 1 | 19 | 0 |

b
| Mike van der Hoorn | Nederland   | 15 oktober 1992   | Ajax 1  | 12 | 0 |
| Jaïro Riedewald    | Nederland   | 9 september 1996  | Ajax 1  | 10 | 0 |
| Stefano Denswil    | Nederland   | 7 mei 1993        | Ajax 1  | 9  | 1 |
| Joël Veltman       | Nederland   | 15 januari 1992   | Ajax 1  | 3  | 1 |
| Nicolai Boilesen   | Denemarken  | 16 februari 1992  | Ajax 1  | 1  | 0 |
| Niklas Moisander   | Finland     | 29 september 1985 | Ajax 1  | 1  | 0 |
| Shaquill Sno       | Nederland   | 5 januari 1996    | Ajax A1 | 3  | 0 |
| Tom Noordhoff      | Nederland   | 19 juli 1995      | Ajax A1 | 1  | 0 |
| Damon Mirani       | Nederland   | 13 mei 1996       | Ajax A1 | 1  | 0 |
| Middenvelders      |             |                   |         |    |   |
| Davy Klaassen      | Nederland   | 21 februari 1993  | Ajax 1  | 6  | 1 |
| Thulani Serero     | Zuid-Afrika | 11 april 1990     | Ajax 1  | 3  | 0 |
| Lerin Duarte       | Nederland   | 11 augustus 1990  | Ajax 1  | 3  | 0 |
| Daley Blind        | Nederland   | 9 maart 1990      | Ajax 1  | 1  | 0 |
| Lasse Schöne       | Denemarken  | 27 mei 1986       | Ajax 1  | 1  | 0 |
| Melvin Vissers     | Nederland   | 11 februari 1996  | Ajax A1 | 2  | 0 |
| Aanvallers         |             |                   |         |    |   |
| Tobias Sana        | Zweden      | 11 juli 1989      | Ajax 1  | 26 | 3 |
| Lucas Andersen     | Denemarken  | 13 september 1994 | Ajax 1  | 18 | 6 |
| Lesly de Sa        | Nederland   | 2 april 1993      | Ajax 1  | 17 | 7 |
| Sheraldo Becker    | Nederland   | 9 februari 1995   | Ajax A1 | 14 | 1 |
| Damil Dankerlui    | Nederland   | 24 augustus 1996  | Ajax A1 | 1  | 0 |

Bijgewerkt t/m De Graafschap - Jong Ajax

### Transfer(s)
De volgende spelers hebben minuten gemaakt voor Jong Ajax en zijn gedurende het seizoen vertrokken bij Ajax
| Verdedigers         |             |                  |    |   |                    |        |
| Sven Nieuwpoort     | Nederland   | 13 april 1993    | 3  | 0 | Almere City FC     | Zomer  |
| Danzell Gravenberch | Nederland   | 13 februari 1994 | 13 | 1 | N.E.C.             | Winter |
| Stefan Marinković   | Zwitserland | 20 februari 1994 | 2  | 0 | FC Inter Turku     | Winter |
| Middenvelders       |             |                  |    |   |                    |        |
| Joeri de Kamps      | Nederland   | 10 februari 1992 | 5  | 0 | sc Heerenveen      | Zomer  |
| Eyong Enoh          | Kameroen    | 23 maart 1986    | 9  | 0 | Antalyaspor        | Winter |
| Aanvallers          |             |                  |    |   |                    |        |
| Geoffrey Castillion | Nederland   | 25 mei 1991      | 6  | 1 | N.E.C.             | Winter |
| Boban Lazić         | Nederland   | 29 januari 1994  | 10 | 1 | Olympiakos Piraeus | Winter |
| Vincent Vermeij     | Nederland   | 9 augustus 1994  | 17 | 2 | De Graafschap      | Winter |
| Danny Hoesen        | Nederland   | 15 januari 1991  | 4  | 1 | PAOK Saloniki      | Winter |

### Technische staf
| Naam               | Functie           |
| ------------------ | ----------------- |
| Alfons Groenendijk | Hoofdtrainer      |
| John Bosman        | Assistent-trainer |

## Wedstrijdstatistieken

### Vriendschappelijk 2013/14
| | |                  |                                                        | |
| woensdag 17 juli 2013, 19:30 uur                                                                        | Jong Ajax | 5 - 0 ( 3 - 0 )  | Voorschoten '97                                        | |
| Sportpark De Toekomst, Amsterdam Vriendschappelijk                                                      | Riechedly Bazoer Moses Daddy-Ajala Simon Sam Hendriks Brian Verhagen ( ed ) Marvin Höner                                                            |                  |                                                        | Beginopstelling AFC Ajax: Leeuwenburgh, Nieuwpoort, Sporkslede, Kuipers, Koppers, Lobotka, Bazoer, De Kamps, Moses Daddy, Hendriks, Lazić |
| | |                  |                                                        | |
| | |                  |                                                        | |
| maandag 22 juli 2013, 19:00 uur                                                                         | Rijnsburgse Boys | 5 - 3 ( 2 - 2 )  | Jong Ajax                                              | |
| Sportpark Middelmors, Rijnsburg Vriendschappelijk                                                       | Danny van der Vijver Martin van Eeuwijk Javier Martina Raily Ignacio Marvin Wijks                                                                   |                  | Joeri de Kamps Riechedly Bazoer Jody Lukoki            | Beginopstelling AFC Ajax: Leeuwenburgh, Martina, Nieuwpoort, Sporkslede, Kuipers, Enoh, Bazoer, De Kamps, De Sa,^Lazić, Höner |
| | |                  |                                                        | |
| | |                  |                                                        | |
| zaterdag 27 juli 2013, 13:00 uur                                                                        | Jong Ajax | 1 - 1 ( 0 - 1 )  | Almere City                                            | |
| Sportpark De Toekomst, Amsterdam Vriendschappelijk                                                      | Marvin Höner 60' |                  | '21 Charles Dissels                                    | Beginopstelling AFC Ajax: Leeuwenburgh, Nieuwpoort, Bazoer, Sporkslede, Kuipers, Enoh, Lobotka, Lukoki, De Sa, Hendriks, Höner |
| | |                  |                                                        | |
| | |                  |                                                        | |
| maandag 29 juli 2013, 19:30 uur                                                                         | Vv Noordwijk | 0 - 0 ( 0 - 0 )  | Jong Ajax                                              | |
| Sportpark Duinwetering, Noordwijk Vriendschappelijk                                                     | |                  |                                                        | Beginopstelling AFC Ajax: Schmitz, Tete, Gravenberch, Sporkslede, Marinkovic, De Kamps, Boccara, El Hasnaoui, Lazić, Castillion, Höner |
| | |                  |                                                        | |
| | |                  |                                                        | |
| dinsdag 20 augustus 2013, 20:00 uur                                                                     | Jong Ajax | 15 - 0 ( 5 - 0 ) | RKSV Nemelaer                                          | |
| Sportpark De Toekomst, Amsterdam Vriendschappelijk                                                      | Sam Hendriks Geoffrey Castillion Marvin Höner Boban Lazić Danzell Gravenberch Vincent Vermeij Abdel Malek El Hasnaoui Stanislav Lobotka Lesly de Sa |                  |                                                        | |
| | |                  |                                                        | |
| | |                  |                                                        | |
| donderdag 22 augustus 2013, 17:30 uur                                                                   | Jong Ajax | 1 - 1 ( 0 - 1 )  | Pro Duta FC                                            | |
| Sportpark De Toekomst, Amsterdam Vriendschappelijk                                                      | Joeri de Kamps 40' |                  |                                                        | Beginopstelling AFC Ajax: Schmitz, Tete, Sporkslede, Kuipers, Nieuwpoort, Bazoer, Lobotka, De Kamps, De Sa, Hendriks, Höner |
| | |                  |                                                        | |
| | |                  |                                                        | |
| woensdag 5 februari 2014, 17:00 uur                                                                     | ADO '20 | 3 - 2 ( 1 - 0 )  | Jong Ajax                                              | |
| Sportpark de Vlotter, Heemskerk Vriendschappelijk                                                       | Jeffrey Klijbroek 25' Sead Mazreku 47' Cerilio Cijntje 62'                                                                                          |                  | '46 Sam Hendriks '68 Sam Hendriks                      | Beginopstelling AFC Ajax: Schmitz, Ligeon, Van den Boomen, Kuipers, Anderson, El Hasnaoui, Andersen, De Bondt, De Sa, Kishna, Sana |
| | |                  |                                                        | |
| | |                  |                                                        | |
| dinsdag 18 februari 2014, 20:00 uur                                                                     | Jong Ajax | 5 - 0 ( 3 - 0 )  | VV De Zouaven                                          | |
| Sportpark De Toekomst, Amsterdam Vriendschappelijk                                                      | Lucas Andersen 3' Dejan Meleg 6' Lesly de Sa 42' Marvin Höner 71' Sam Hendriks 81'                                                                  |                  |                                                        | Beginopstelling AFC Ajax: Leeuwenburgh, Ligeon, Tete, Kuipers, De Bondt, Bazoer, El Hasnaoui, Andersen, De Sa, Meleg, Sana |
| | |                  |                                                        | |
| | |                  |                                                        | |
| woensdag 5 maart 2014, 20:00 uur                                                                        | K.v.v. Quick Boys | 2 - 2 ( 0 - 1 )  | Jong Ajax                                              | |
| Nieuw Zuid, Katwijk Vriendschappelijk                                                                   | Thom de Vries 53' Jaap van Duijn 66' |                  | '38 ( pen. ) Derwin Martina '85 Lucas Andersen         | Beginopstelling AFC Ajax: Leeuwenburgh, Ligeon, Mirani, Kuipers, Martina, Sporkslede, Sana, El Hasnaoui, Hendriks, Andersen, De Bondt |
| | |                  |                                                        | |
| | |                  |                                                        | |
| dinsdag 29 april 2014, 19:00 uur                                                                        | TEC VV | 3 - 3 ( 2 - 0 )  | Jong Ajax                                              | |
| Tiel, Sportpark De Lok Vriendschappelijk                                                                | 18' 20' ( pen. ) 90' |                  | '46 Sam Hendriks '74 Sinan Keskin '90 Riechedly Bazoer | Beginopstelling AFC Ajax: Leeuwenburgh, Tete, van den Boomen, Kuipers, De Bondt, Lobotka, Riechedly Bazoer, Barakzai, Becker, Meleg, Hendriks Toegepaste Wissels AFC Ajax: '46 Bazoer Keskin '46 Barakzai Chengkuai Wang '50 Leeuwenburgh Alblas '55 Becker Bitter '65 van den Boomen Bazoer Lobotka Ogararu |
| Bijzonderheden: - Oud profvoetballer, George Ogararu, speelde mee in deze oefenwedstrijd van Jong Ajax. | |                  |                                                        | |

### Eerste divisie 2013/14
| | |                 | | |
| maandag 5 augustus 2013, 20:00 uur | Jong Ajax | 2 - 0 ( 1 - 0 ) | Telstar | : Stefano Denswil |
| Amsterdam ArenA, Amsterdam 7.064 toeschouwers Scheidsrechter: Richard Martens Eerste divisie Speelronde 1 | Stefano Denswil 25' Lucas Andersen 39' Lucas Andersen 49' |                 | '77 Calvin Mac-Intosch | Basisopstelling AFC Ajax: Cillessen, Ligeon, Veltman, Denswil, Tete, Bazoer, Serero, Klaassen, De Sa, Hoesen, Andersen Reservebank AFC Ajax: Leeuwenburgh, Sporkslede, Gravenberch, Nieuwpoort, De Kamps, Höner, Hendriks Toegepaste Wissels AFC Ajax: '66 Bazoer De Kamps '76 De Sa Höner '89 Veltman Sporkslede                               |
| Bijzonderheden: - Dit was de eerste wedstrijd ooit in het betaald voetbal van het beloftenteam van Ajax. - Kenny Tete, Riechedly Bazoer, Joeri de Kamps en Marvin Höner maakten allen hun debuut in het betaald voetbal. - Omdat het deze dag zo heet was werden er tijdens de wedstrijd drinkpauzes gehouden. - Lucas Andersen scoorde zijn eerste doelpunt voor Jong Ajax in het betaald voetbal. | |                 | | |
| | |                 | | |
| vrijdag 9 augustus 2013, 20:00 uur | FC Oss | 2 - 0 (0 - 0)   | Jong Ajax | : Joeri de Kamps |
| Frans Heesen Stadion, Oss 3.449 toeschouwers Scheidsrechter: Merlijn Gerritsen Eerste divisie Speelronde 2 | Wesley Deenen 48' Roel van de Sande 77' Dennis Janssen 85' Danny van den Meiracker 90+3'                                                                              |                 | '18 Danzell Gravenberch '22 Kenny Tete '51 Nicolai Boilesen '90+2 Joeri de Kamps                                             | Basisopstelling AFC Ajax: Van der Hart, Tete, Gravenberch, Denswil, Boilesen, Bazoer, Sporkslede, De Kamps, De Sa, Höner, Sana Reservebank AFC Ajax: Schmitz, Nieuwpoort, Kuipers, Lobotka, Meleg, Lazić, Hendriks Toegepaste Wissels AFC Ajax: '46 Gravenberch Nieuwpoort '46 Tete Lobotka '70 Höner Hendriks                                  |
| Bijzonderheden: - Mickey van der Hart en Danzell Gravenberch maakten beiden hun debuut in het betaald voetbal. - Er waren bij deze wedstrijd geen uitsupporters aanwezig. | |                 | | |
| | |                 | | |
| vrijdag 16 augustus 2013, 20:00 uur | MVV Maastricht | 1 - 0 (0 - 0)   | Jong Ajax | : Joeri de Kamps |
| Geusselt, Maastricht 5.290 toeschouwers Scheidsrechter: Allard Lindhout Eerste divisie Speelronde 3 | Smeets (pen.) 70' Nathan Rutjes 90' |                 | '69 Kenny Tete | Basisopstelling AFC Ajax: Van der Hart, Tete, Sporkslede, Denswil, Nieuwpoort, Bazoer, De Kamps, Klaassen, De Sa, Höner, Meleg Reservebank AFC Ajax: Schmitz, Kuipers, Lobotka, Lazić, El Hasnaoui, Vermeij, Hendriks Toegepaste Wissels AFC Ajax: '46 Meleg Lazić '66 Lobotka Bazoer '72 Höner Vermeij                                         |
| Bijzonderheden: - Boban Lazić en Vincent Vermeij maakten beiden hun debuut in het betaald voetbal. | |                 | | |
| | |                 | | |
| maandag 26 augustus 2013, 20:00 uur | Jong Ajax | 1 - 1 (0 - 0)   | FC Emmen | : Joeri de Kamps, Stefano Denswil |
| Sportpark De Toekomst, Amsterdam 1.153 toeschouwers Scheidsrechter: Dha Otto Eerste divisie Speelronde 4 | Joeri de Kamps 40' Lesly de Sa 52' |                 | '29 Quenten Martinus '39 Shkodran Metaj '42 Sander Rozema '49 Alexander Bannink                                              | Basisopstelling AFC Ajax: Cillessen, Ligeon, Van der Hoorn, Denswil, Tete, Sporkslede, De Kamps, Klaassen, De Sa, Hendriks, Meleg Reservebank AFC Ajax: Schmitz, Gravenberch, Nieuwpoort, Lobotka, El Hasnaoui, Vermeij, Höner Toegepaste Wissels AFC Ajax: '46 De Kamps Lobotka '60 Tete Nieuwpoort '69 Meleg Höner                            |
| Bijzonderheden: - Dit was de eerste wedstrijd in het betaald voetbal van Jong Ajax die gespeeld werd op Sportpark De Toekomst. - Lesly de Sa scoorde zijn eerste doelpunt voor Jong Ajax in het betaald voetbal. | |                 | | |
| | |                 | | |
| vrijdag 30 augustus 2013, 20:00 uur | Jong Ajax | 2 - 1 (1 - 0)   | Jong FC Twente | : Joeri de Kamps |
| Sportpark De Toekomst, Amsterdam 876 toeschouwers Scheidsrechter: Merlijn Gerritsen Eerste divisie Speelronde 5 | Joeri de Kamps 34' Vincent Vermeij 38' Joeri de Kamps 52' Boban Lazić 65'                                                                                             |                 | '48 Mustapha Yahaya '81 Nicky Kuiper '86 Cas Peters '88 Mirco Born '88 Nicky Kuiper                                          | Basisopstelling AFC Ajax: Van der Hart, Gravenberch, Sporkslede, Martina, Kuipers, Bazoer, De Kamps, El Hasnaoui, De Sa, Vermeij, Lazić Reservebank AFC Ajax: Leeuwenburgh, Marinković, Lobotka, Meleg, Hendriks Toegepaste Wissels AFC Ajax: '69 De Sa Meleg '77 Martina Marinković '89 El Hasnaoui Lobotka                                    |
| Bijzonderheden: - Derwin Martina, Bas Kuipers, Abdel Malek El Hasnaoui en Stefan Marinković maakten allen hun debuut in het betaald voetbal. - Vincent Vermeij en Boban Lazić scoorde beiden hun eerste doelpunt voor Jong Ajax in het betaald voetbal. | |                 | | |
| | |                 | | |
| maandag 2 september 2013, 20:00 uur | Jong PSV | 2 - 4 (2 - 0)   | Jong Ajax | : Fabian Sporkslede |
| Philips Stadion, Eindhoven 1.500 toeschouwers Scheidsrechter: Siemen Mulder Eerste divisie Speelronde 6 | Mohamed Rayhi 4' Ruben Bentancourt 10' Mathias Jørgensen 64' Przemysław Tytoń 72'                                                                                     |                 | '50 Dejan Meleg '55 Stanislav Lobotka '63 Dejan Meleg '73 (pen). Fabian Sporkslede                                           | Basisopstelling AFC Ajax: Leeuwenburgh, Gravenberch, Sporkslede, Kuipers, Martina, Bazoer, Lobotka, El Hasnaoui, De Sa, Hendriks, Meleg Reservebank AFC Ajax: Schmitz, Marinković, Lazić, Vermeij Toegepaste Wissels AFC Ajax: '62 Hendriks Lazić '89 De Sa Vermeij '90+2 Bazoer Marinković                                                     |
| Bijzonderheden: - Omdat deze speelronde werd beschouwd als dubbele speelronde, mocht Jong Ajax ook alle spelers van Ajax 1 inzetten die afgelopen weekend al gespeeld hadden bij Ajax 1. - Peter Leeuwenburgh maakte zijn debuut in het betaald voetbal. - Dejan Meleg, Stanislav Lobotka en Fabian Sporkslede scoorde allen hun eerste doelpunt voor Jong Ajax in het betaald voetbal.             | |                 | | |
| | |                 | | |
| zondag 8 september 2013, 14:30 uur | Achilles '29 | 2 - 1 (1 - 0)   | Jong Ajax | : Bas Kuipers |
| Sportpark De Heikant, Groesbeek 2.270 toeschouwers Scheidsrechter: Edwin Boot Eerste divisie Speelronde 7 | Thijs Hendriks 30' Freek Thoone 74' |                 | '15 Bas Kuipers '89 Geoffrey Castillion                                                                                      | Basisopstelling AFC Ajax: Leeuwenburgh, Martina, Gravenberch, Noordhoff, Kuipers, Anderson, Klaassen, El Hasnaoui, Lazić, Vermeij, Meleg Reservebank AFC Ajax: Schmitz, Marinković, Mirani, Vissers, Bakker, Castillion Toegepaste Wissels AFC Ajax: '46 Noordhoff Mirani '61 Klaassen Vissers '62 Lazić Castillion                             |
| Bijzonderheden: - Tom Noordhoff, Djavan Anderson, Damon Mirani en Melvin Vissers maakten allen hun debuut in het betaald voetbal. - Geoffrey Castillion scoorde zijn eerste doelpunt voor Jong Ajax in het betaald voetbal. | |                 | | |
| | |                 | | |
| zondag 15 september 2013, 14:30 uur | Jong Ajax | 1 - 1 (1 - 0)   | Willem II | : Fabian Sporkslede |
| Sportpark De Toekomst, Amsterdam 900 toeschouwers Scheidsrechter: Rogier Honig Eerste divisie Speelronde 8 | Lucas Andersen 21' Fabian Sporkslede 28' Kenny Tete 50' Davy Klaassen 71'                                                                                             |                 | '50 (pen). Bruno Andrade '75 Niek Vossebelt '83 Robbie Haemhouts '90 Freek Heerkens                                          | Basisopstelling AFC Ajax: Cillessen, Ligeon, Gravenberch, Sporkslede, Blind, Enoh, Klaassen, Lobotka, De Sa, Hendriks, Andersen Reservebank AFC Ajax: Schmitz, Tete, Kuipers, El Hasnaoui, Meleg, Lazić, Vermeij Toegepaste Wissels AFC Ajax: '35 Gravenberch Kuipers '46 Blind Tete '79 Hendriks Meleg                                         |
| Bijzonderheden: | |                 | | |
| | |                 | | |
| vrijdag 20 september 2013, 20:00 uur | FC Eindhoven | 1 - 2 (1 - 2)   | Jong Ajax | : Fabian Sporkslede |
| Jan Louwers Stadion, Eindhoven 3.418 toeschouwers Scheidsrechter: Edwin van de Graaf Eerste divisie Speelronde 9 | Josemar Makiavala 15' Paul Beekmans 26' Fries Deschilder 77' Josemar Makiavala 90+2'                                                                                  |                 | '9 Lesly de Sa '25 Davy Klaassen '34 Eyong Enoh '52 Dejan Meleg '64 Davy Klaassen                                            | Basisopstelling AFC Ajax: van der Hart, Ligeon, Sporkslede, Kuipers, Tete, Enoh, Klaassen, Lobotka, De Sa, Meleg, Sana Reservebank AFC Ajax: Leeuwenburgh, Gravenberch, Martina, El Hasnaoui, Lazić, Hendriks, Vermeij Toegepaste Wissels AFC Ajax: '76 Lobotka Gravenberch '79 Vermeij Meleg '90 Lazić Klaassen                                |
| Bijzonderheden: | |                 | | |
| | |                 | | |
| maandag 30 september 2013, 20:00 uur | Jong Ajax | 2 - 3 (2 - 0)   | FC Volendam | : Fabian Sporkslede, Tobias Sana |
| Sportpark De Toekomst, Amsterdam 1.100 toeschouwers Scheidsrechter: Richard Martens Eerste divisie Speelronde 10 | Joël Veltman 7' Dejan Meleg 38' Tobias Sana 64' Fabian Sporkslede 72'                                                                                                 |                 | '50 Robert Mühren '60 Damiën Menzo '69 Robert Mühren '78 Levi Schwiebbe '80 Theo Timmermans                                  | Basisopstelling AFC Ajax: van der Hart, Ligeon, Veltman, Sporkslede, Tete, Enoh, Serero, Lobotka, Meleg, Castillion, Sana Reservebank AFC Ajax: Schmitz, Gravenberch, Martina, Kuipers, El Hasnaoui, Lazić, Vermeij Toegepaste Wissels AFC Ajax: '62 Veltman Gravenberch '85 Lobotka El Hasnaoui '86 Enoh Vermeij                               |
| Bijzonderheden: | |                 | | |
| | |                 | | |
| zondag 6 oktober 2013, 14:30 uur | Excelsior | 3 - 1 (2 - 0)   | Jong Ajax | : Bas Kuipers |
| Stadion Woudestein, Rotterdam 2.338 toeschouwers Scheidsrechter: Dha Otto Eerste divisie Speelronde 11 | Jeff Stans 4' Lars Hutten 28' Lars Veldwijk 37' Jordan Botaka 50' Adil Auassar 90' Jordan Botaka 90+4'                                                                |                 | '17 Boban Lazić '48 ( ed ) Sander Fischer '50 Danzell Gravenberch '59 Geoffrey Castillion '69 Bas Kuipers                    | Basisopstelling AFC Ajax: van der Hart, Martina, Gravenberch, Kuipers, Tete, Enoh, Ligeon, El Hasnaoui, Meleg, Castillion, Lazić Reservebank AFC Ajax: Schmitz, Chengkuai Wang, de Bondt, Vermeij, Hendriks Toegepaste Wissels AFC Ajax: '38 Martina Vermeij '74 Lazić de Bondt '81 El Hasnaoui Hendriks                                        |
| Bijzonderheden: | |                 | | |
| | |                 | | |
| maandag 14 oktober 2013, 20.00 uur | Jong Ajax | 0 - 3 (0 - 1)   | Fortuna Sittard | : Bas Kuipers |
| Sportpark De Toekomst, Amsterdam 456 toeschouwers Scheidsrechter: - Eerste divisie Speelronde 12 | Danzell Gravenberch 29' |                 | '6 Abdelaziz Khalouta '40 Jordy Briels '76 Bob Vankan '80 Lars Gulpen                                                        | Basisopstelling AFC Ajax: Schmitz, Gravenberch, Veltman, Kuipers, Martina, Bazoer, Schöne, Serero, Sana, Hoesen, Becker Reservebank AFC Ajax: Leeuwenburgh, El Hasnaoui, Meleg, Lazić de Bondt, Vermeij, Hendriks Toegepaste Wissels AFC Ajax: '67 Becker Meleg '79 Bazoer El Hasnaoui                                                          |
| Bijzonderheden: - Maurits Schmitz en Sheraldo Becker maakten beiden hun debuut in het betaald voetbal. | |                 | | |
| | |                 | | |
| maandag 21 oktober 2013, 20.00 uur | VVV-Venlo | 5 - 1 (2 - 1)   | Jong Ajax | : Bas Kuipers |
| Seacon Stadion - De Koel -, Venlo 4.500 toeschouwers Scheidsrechter: Jeroen Manschot Eerste divisie Speelronde 13 | Randy Wolters 30' Leon de Kogel (pen.) 40' Leon de Kogel 41' Leon de Kogel 50' Randy Wolters 53' Randy Wolters 73' Prince Rajcomar 89'                                |                 | '7 Stanislav Lobotka '68 Eyong Enoh '77 Bas Kuipers                                                                          | Basisopstelling AFC Ajax: Van der Hart, Martina, Bazoer, Riedewald, Kuipers, Enoh, El Hasnaoui, Lobotka, Meleg, Castillion, De Bondt Reservebank AFC Ajax: Leeuwenburgh, Van Koesveld, Dankerlui, Lazić, Vermeij, Hendriks Toegepaste Wissels AFC Ajax: '57 De Bondt Lazić '69 Martina Dankerlui '76 Meleg Vermeij                              |
| Bijzonderheden: - Jaïro Riedewald en Damil Dankerlui maakten beiden hun debuut in het betaald voetbal. | |                 | | |
| | |                 | | |
| maandag 28 oktober 2013, 20.00 uur | Jong Ajax | 0 - 4 (0 - 1)   | FC Dordrecht | : Bas Kuipers |
| Sportpark De Toekomst, Amsterdam 266 toeschouwers Scheidsrechter: Edwin van de Graaf Eerste divisie Speelronde 14 | Riechedly Bazoer 28' Vincent Vermeij 34' Eyong Enoh 38' Derwin Martina 75' Bas Kuipers 90+2'                                                                          |                 | '27 Adnan Alisic '33 Giovanni Korte '51 Paul Gladon '77 Adnan Alisic '90 Yoëll van Nieff '90 Yoëll van Nieff                 | Basisopstelling AFC Ajax: Vermeer, Martina, van der Hoorn, Riedewald, Kuipers, Enoh, Bazoer, Lobotka, Sana, Castillion, Vermeij Reservebank AFC Ajax: Leeuwenburgh, Sno, El Hasnaoui, Meleg, Chengkuai Wang, Bitter, De Bondt Toegepaste Wissels AFC Ajax: '46 Bazoer El Hasnaoui '72 Sana Bitter                                               |
| Bijzonderheden: | |                 | | |
| | |                 | | |
| maandag 4 november 2013, 20.00 uur | Helmond Sport | 3 - 2 (0 - 1)   | Jong Ajax | : Bas Kuipers |
| Lavans Stadion, Helmond 3.114 toeschouwers Scheidsrechter: Ton Koekoek Eerste divisie Speelronde 15 | Juanito Sequeira 62' Charles Kazlauskas 65' Serhat Koç 79' Mark Janssen 84'                                                                                           |                 | '5 Stanislav Lobotka '52 Danny Hoesen                                                                                        | Basisopstelling AFC Ajax: van der Hart, Martina, Gravenberch, Moisander, Kuipers, Enoh, Bazoer, Lobotka, De Bondt, Hoesen, Sana Reservebank AFC Ajax: Leeuwenburgh, van der Hoorn, El Hasnaoui, Chengkuai Wang, Castillion, Hendriks Toegepaste Wissels AFC Ajax: '46 Moisander van der Hoorn '58 Gravenberch El Hasnaoui '66 Hoesen Castillion |
| Bijzonderheden: - Danny Hoesen scoorde zijn eerste doelpunt voor Jong Ajax | |                 | | |
| | |                 | | |
| maandag 11 november 2013, 20.00 uur | Jong Ajax | 1 - 2 (1 - 1)   | De Graafschap | : Bas Kuipers |
| Sportpark De Toekomst, Amsterdam 377 toeschouwers Scheidsrechter: Allard Lindhout Eerste divisie Speelronde 16 | Sam Hendriks 22' Derwin Martina 57' Tobias Sana 58' Nick de Bondt 62'                                                                                                 |                 | '43 Anco Jansen '58 (pen). Pjotr Parzyszek '62 Anco Jansen                                                                   | Basisopstelling AFC Ajax: Vermeer, Martina, Anderson, Kuipers, Tete, Chengkuai Wang, De Sa, Sana, De Bondt, Hendriks, Vermeij Reservebank AFC Ajax: Leeuwenburgh, Van den Boomen, Sno, Bitter Toegepaste Wissels AFC Ajax: '63 De Sa Bitter '63 Sno Chengkuai Wang '63 Tete Van den Boomen                                                      |
| Bijzonderheden: - Chengkuai Wang speelde zijn eerste wedstrijd in het betaald voetbal, hij was tevens de eerste chinees die heeft gespeeld voor Ajax. - Sam Hendriks scoorde zijn eerste doelpunt voor Jong Ajax | |                 | | |
| | |                 | | |
| zondag 17 november 2013, 12.30 uur | Jong Ajax | 2 - 1 (1 - 1)   | Sparta Rotterdam | : Bas Kuipers |
| Sportpark De Toekomst, Amsterdam 736 toeschouwers Scheidsrechter: Rogier Honig Eerste divisie Speelronde 17 | Khalid Sinouh ( ed ) 21' Shaquill Sno 57' Bas Kuipers 61' Lesly de Sa 76' Lesly de Sa 82'                                                                             |                 | '21 Pieter Nys '26 Mario Bilate '78 Soufian El Hassnaoui                                                                     | Basisopstelling AFC Ajax: Leeuwenburgh, Tete, Anderson, Van den Boomen, Kuipers, Duarte, De Sa, Sana, De Bondt, Hoesen, Vermeij Reservebank AFC Ajax: Alblas, Sno, Chengkuai Wang, Bitter, Lazić, Hendriks Toegepaste Wissels AFC Ajax: '55 Duarte Sno '88 De Bondt Hendriks '89 De Sa Lazić                                                    |
| Bijzonderheden: | |                 | | |
| | |                 | | |
| vrijdag 22 november 2013, 20.00 uur | FC Den Bosch | 4 - 1 (1 - 1)   | Jong Ajax | : Eyong Enoh |
| Stadion De Vliert, 's-Hertogenbosch 5.187 toeschouwers Scheidsrechter: Edwin Boot Eerste divisie Speelronde 18 | Stijn de Looijer 20' Erik Quekel 42' Erik Quekel 64' Erik Quekel 70' Ralf Seuntjens 86'                                                                               |                 | '34 Vincent Vermeij '66 Eyong Enoh '90 Branco van den Boomen                                                                 | Basisopstelling AFC Ajax: Van der Hart, Martina, Anderson, Van den Boomen, Tete, Enoh, Duarte, Lobotka, De Bondt, Vermeij, Meleg Reservebank AFC Ajax: Alblas, Sno, Chengkuai Wang, El Hasnaoui, Lazić, Hendriks Toegepaste Wissels AFC Ajax: '75 Duarte El Hasnaoui '75 Meleg Hendriks '78 Lobotka Lazić                                       |
| Bijzonderheden: | |                 | | |
| | |                 | | |
| maandag 2 december 2013, 20.00 uur | Jong Ajax | 1 - 1 (1 - 1)   | Almere City FC | : Bas Kuipers |
| Sportpark De Toekomst, Amsterdam 627 toeschouwers Scheidsrechter: Karel van den Heuvel Eerste divisie Speelronde 19 | Lucas Andersen 28' Mike van der Hoorn 55' Kenny Tete 72' |                 | '10 Lars Nieuwpoort '45+1 Fabian Serrarens '76 Fabian Serrarens                                                              | Basisopstelling AFC Ajax: Vermeer, Ligeon, van der Hoorn, Tete, Kuipers, Bazoer, Andersen, Lobotka, Sana, Hendriks, de Sa Reservebank AFC Ajax: Leeuwenburgh, Martina, El Hasnaoui, Meleg, de Bondt, Vermeij Toegepaste Wissels AFC Ajax: '63 Ligeon Martina '70 Hendriks Meleg                                                                 |
| Bijzonderheden: | |                 | | |
| | |                 | | |
| maandag 9 december 2013, 20.00 uur | Jong Ajax | 2 - 2 (0 - 1)   | Jong PSV | : Bas Kuipers |
| Sportpark De Toekomst, Amsterdam 831 toeschouwers Scheidsrechter: Martin Perez Eerste divisie Speelronde 20 | Sam Hendriks ( p ) 77' Bas Kuipers 82' |                 | '7 Mohammed Rayhi '40 Sander Heesakkers '45 Thomas Horsten '59 Stanislav Manolev '76 Sander Heesakkers '81 Clint Leemans     | Basisopstelling AFC Ajax: van der Hart, Martina, Gravenberch, Tete, Kuipers, Bazoer, Meleg, Lobotka, Sana, de Bondt, Lazić Reservebank AFC Ajax: Leeuwenburgh, Sno, van Koesveld, Barakzai, El Hasnaoui, Hendriks, Vermeij Toegepaste Wissels AFC Ajax: '46 de Bondt El Hasnaoui '60 Gravenberch Hendriks '78 Lazić Vermeij                     |
| Bijzonderheden: - Bas Kuipers scoorde zijn eerste doelpunt in het betaald voetbal. | |                 | | |
| | |                 | | |
| maandag 17 december 2013, 20.00 uur | Jong FC Twente | 0 - 1 (0 - 0)   | Jong Ajax | : Stefano Denswil |
| De Grolsch Veste, Enschede 1.250 toeschouwers Scheidsrechter: Richard Martens Eerste divisie Speelronde 21 | Cas Peters 65' Dario Tanda 66' |                 | '67 ( p ) Lesly de Sa | Basisopstelling AFC Ajax: Vermeer, Gravenberch, Tete, Denswil, Riedewald, Bazoer, Meleg, Lobotka, Sana, Hendriks, de Sa Reservebank AFC Ajax: Leeuwenburgh, Martina, Kuipers, El Hasnaoui, Lazić, de Bondt, Vermeij Toegepaste Wissels AFC Ajax: '61 Bazoer Kuipers '68 Meleg El Hasnaoui '88 Hendriks Vermeij                                  |
| Bijzonderheden: | |                 | | |
| | |                 | | |
| zaterdag 21 december 2013, 16.30 uur | Jong Ajax | 3 - 1 (2 - 0)   | MVV Maastricht | : Bas Kuipers |
| Sportpark De Toekomst, Amsterdam 456 toeschouwers Scheidsrechter: Siemen Mulder Eerste divisie Speelronde 22 | Bas Kuipers 7' Tobias Sana 27' Lesly de Sa 31' Danzell Gravenberch 58'                                                                                                |                 | '60 Mark Veldmate '65 Tom van Hyfte                                                                                          | Basisopstelling AFC Ajax: van der Hart, Martina, Tete, Gravenberch, Kuipers, Bazoer, Enoh, Andersen, Sana, Meleg, de Sa Reservebank AFC Ajax: Schmitz, El Hasnaoui, Lobotka, de Bondt, Vermeij, Hendriks, Lazić Toegepaste Wissels AFC Ajax: '46 Bazoer Lobotka '70 Meleg El Hasnaoui '86 Sana Vermeij                                          |
| Bijzonderheden: - Danzell Gravenberch scoorde zijn eerste doelpunt in het betaald voetbal. | |                 | | |
| | |                 | | |
| vrijdag 17 januari 2014, 20.00 uur | FC Emmen | 4 - 0 (1 - 0)   | Jong Ajax | : Bas Kuipers |
| Univé Stadion , Emmen 4.520 toeschouwers Scheidsrechter: Christiaan Bax Eerste divisie Speelronde 23 | Roland Bergkamp 13' Tim Siekman 30' Luís Pedro 45' Alexander Bannink 52' Tim Siekman 68' Leandro Resida 76' Leandro Resida 80'                                        |                 | '83 Branco van den Boomen '89 Abdel Malek El Hasnaoui                                                                        | Basisopstelling AFC Ajax: van der Hart, Ligeon, van der Hoorn, Tete, Kuipers, Lobotka, de Sa, Andersen, Sana, Kishna, Acolatse Reservebank AFC Ajax: Leeuwenburgh, Martina, Anderson, van den Boomen, El Hasnaoui, Meleg, Vermeij Toegepaste Wissels AFC Ajax: '59 Kishna El Hasnaoui '59 Acolatse Vermeij '77 Tete van den Boomen              |
| Bijzonderheden: - Ricardo Kishna en Elton Acolatse maakten beiden hun debuut in het betaald voetbal. | |                 | | |
| | |                 | | |
| maandag 27 januari 2014, 20.00 uur | Jong Ajax | 2 - 1 (1 - 0)   | FC Oss | : Stefano Denswil |
| Sportpark De Toekomst, Amsterdam 345 toeschouwers Scheidsrechter: Merlijn Gerritsen Eerste divisie Speelronde 24 | Dejan Meleg 35' Stefano Denswil 54' Ruben Ligeon 89' Stefano Denswil 90+3'                                                                                            |                 | '52 Gieljan Tissingh '82 Guyon Philips                                                                                       | Basisopstelling AFC Ajax: van der Hart, Ligeon, van der Hoorn, Denswil, Riedewald, Duarte, Meleg, Lobotka, Sana, de Bondt, Andersen Reservebank AFC Ajax: Schmitz, Tete, Anderson, Kuipers, van den Boomen, Keskin, Vermeij Toegepaste Wissels AFC Ajax: '46 de Bondt Vermeij '89 Meleg Keskin                                                  |
| Bijzonderheden: - Sinan Keskin maakte zijn debuut in het betaald voetbal. - Stefano Denswil scoorde zijn eerste doelpunt voor Jong Ajax. | |                 | | |
| | |                 | | |
| vrijdag 31 januari 2014, 20.00 uur | Telstar | 3 - 1 (2 - 1)   | Jong Ajax | : Bas Kuipers |
| Tata Steel Stadion, Velsen-Zuid 2.963 toeschouwers Scheidsrechter: Edwin van de Graaf Eerste divisie Speelronde 25 | Kevin Brands '26 Toine van Huizen '36 Frank Korpershoek '43 Daryl van Mieghem '56                                                                                     |                 | 3' Branco van den Boomen 61' Lucas Andersen                                                                                  | Basisopstelling AFC Ajax: van der Hart, Martina, van den Boomen, Kuipers, Riedewald, Anderson, Andersen, Sana, de Sa, Kishna, Meleg Reservebank AFC Ajax: Leeuwenburgh, Vissers, Barakzai, de Bondt, Hendriks Toegepaste Wissels AFC Ajax: '67 Martina Vissers '67 Kishna de Bondt '79 Meleg Hendriks                                           |
| Bijzonderheden: - Branco van den Boomen scoorde zijn eerste doelpunt in het betaald voetbal. | |                 | | |
| | |                 | | |
| maandag 10 februari 2014, 20.00 uur | Jong Ajax | 4 - 1 (1 - 1)   | VVV-Venlo | : Stefano Denswil |
| Sportpark De Toekomst, Amsterdam 432 toeschouwers Scheidsrechter: Jeroen Manschot Eerste divisie Speelronde 26 | Lucas Andersen '40 Ricardo Kishna '52 Lesly de Sa '57 Lesly de Sa '90                                                                                                 |                 | 6' Leon de Kogel 58' Oguzhan Türk                                                                                            | Basisopstelling AFC Ajax: van der Hart, Ligeon, van der Hoorn, Denswil, Tete, van den Boomen, Andersen, Lobotka, de Sa, Kishna, Sana Reservebank AFC Ajax: Leeuwenburgh, Kuipers, El Hasnaoui, Meleg, de Bondt, Becker, Hendriks Toegepaste Wissels AFC Ajax: '81 Lobotka El Hasnaoui '88 Kishna Becker                                         |
| Bijzonderheden: - Ricardo Kishna scoorde zijn eerste doelpunt in het betaald voetbal. | |                 | | |
| | |                 | | |
| vrijdag 14 februari 2014, 20.00 uur | FC Dordrecht | 1 - 1 (0 - 0)   | Jong Ajax | : Stefano Denswil |
| GN Bouw Stadion, Dordrecht 3.325 toeschouwers Scheidsrechter: Siemen Mulder Eerste divisie Speelronde 27 | Jeffry Fortes '45 Stefano Denswil ( ed ) '50 |                 | 57' Ricardo Kishna 79' Kenny Tete                                                                                            | Basisopstelling AFC Ajax: van der Hart, Ligeon, Tete, Denswil, Riedewald, van den Boomen, Andersen, El Hasnaoui, Becker, Kishna, Sana Reservebank AFC Ajax: Leeuwenburgh, Kuipers, Martina, Lobotka, Meleg, de Bondt, Hendriks Toegepaste Wissels AFC Ajax: '76 El Hasnaoui Lobotka                                                             |
| Bijzonderheden: | |                 | | |
| | |                 | | |
| zondag 23 februari 2014, 16.30 uur | Sparta Rotterdam | 2 - 4 (0 - 1)   | Jong Ajax | : Bas Kuipers |
| Spartastadion Het Kasteel, Rotterdam 4.781 toeschouwers Scheidsrechter: Rogier Honig Eerste divisie Speelronde 28 | Hüseyin Doğan '26 Khalid Sinouh '58 Daniël Breedijk '68 Mimoun Mahi '82 Geert Arend Roorda '83 Jaime Bruinier '90                                                     |                 | 8' Dejan Meleg 58' ( p ) Dejan Meleg 83' Abdel Malek El Hasnaoui 89' Sam Hendriks                                            | Basisopstelling AFC Ajax: van der Hart, Ligeon, van der Hoorn, van den Boomen, Kuipers, Bazoer, El Hasnaoui, Lobotka, Becker, Meleg, Sana Reservebank AFC Ajax: Leeuwenburgh, Sporkslede, Martina, Chengkuai Wang, Keskin, de Bondt, Hendriks Toegepaste Wissels AFC Ajax: '73 Becker Hendriks '75 Bazoer Keskin '87 El Hasnaoui de Bondt       |
| Bijzonderheden: - Abdel Malek El Hasnaoui scoorde zijn eerste doelpunt in het betaald voetbal. | |                 | | |
| | |                 | | |
| maandag 5 augustus 2013, 20:00 uur | Jong Ajax | 3 - 2 ( 1 - 0 ) | FC Den Bosch | : Bas Kuipers |
| Amsterdam ArenA, Amsterdam 6.575 toeschouwers Scheidsrechter: Edwin Boot Eerste divisie Speelronde 29 | Tobias Sana 9' Tobias Sana 14' Dejan Meleg 60' Branco van den Boomen 64' Sheraldo Becker 69'                                                                          |                 | '14 Ralf Seuntjens '47 Erik Quekel '74 Furhgill Zeldenrust '75 Benjamin van den Broek '79 Maarten Boddaert '90+2 Erik Quekel | Basisopstelling AFC Ajax: Cillessen, Ligeon, van den Boomen, Tete, Kuipers, Bazoer, El Hasnaoui, Lobotka, Becker, Meleg, Sana Reservebank AFC Ajax: Leeuwenburgh, Martina, Chengkuai Wang, Keskin, de Bondt, Acolatse, Hendriks Toegepaste Wissels AFC Ajax: '28 Bazoer Keskin '66 El Hasnaoui Martina '84 Meleg de Bondt                       |
| Bijzonderheden: - Sheraldo Becker scoorde zijn eerste doelpunt in het betaald voetbal. | |                 | | |
| | |                 | | |
| zaterdag 8 maart 2014, 16.30 uur | Almere City FC | 0 - 3 (0 - 1)   | Jong Ajax | : Bas Kuipers |
| Mitsubishi Forklift-Stadion, Almere 1.508 toeschouwers Scheidsrechter: Richard Martens Eerste divisie Speelronde 30 | Sander Keller '33 Cees Toet '37 |                 | 2' Dejan Meleg 40' Kenny Tete 60' ( e.d. ) Marco van Duin 64' Abdel Malek El Hasnaoui 85' Sam Hendriks                       | Basisopstelling AFC Ajax: van der Hart, Ligeon, Tete, Kuipers, Martina, El Hasnaoui, Andersen, Lobotka, Becker, Meleg, Sana Reservebank AFC Ajax: Leeuwenburgh, Chengkuai Wang, Emran Barakzai, Keskin, de Bondt, Hendriks Toegepaste Wissels AFC Ajax: '78 Meleg Keskin '82 El Hasnaoui Hendriks '86 Becker de Bondt                           |
| Bijzonderheden: | |                 | | |
| | |                 | | |
| zaterdag 15 maart 2014, 18.45 uur | Jong Ajax | 2 - 1 (0 - 0)   | Achilles '29 | : Bas Kuipers |
| Sportpark De Toekomst, Amsterdam 301 toeschouwers Scheidsrechter: Christiaan Bax Eerste divisie Speelronde 31 | Dejan Meleg '61 Lucas Andersen '71 Sinan Keskin '89 |                 | 54' Thijs Hendriks | Basisopstelling AFC Ajax: van der Hart, Ligeon, van der Hoorn, Tete, Kuipers, Lobotka, El Hasnaoui, Andersen, Becker, Meleg, Sana Reservebank AFC Ajax: Leeuwenburgh, Martina, Bazoer, van den Boomen, Keskin, de Bondt, Hendriks Toegepaste Wissels AFC Ajax: '61 Lobotka van den Boomen '61 El Hasnaoui Keskin '90 Becker Hendriks            |
| Bijzonderheden: | |                 | | |
| | |                 | | |
| vrijdag 21 maart 2014, 20.00 uur | Fortuna Sittard | 0 - 1 (0 - 0)   | Jong Ajax | : Stefano Denswil |
| Offermans Joosten stadion, Sittard 4.212 toeschouwers Scheidsrechter: Jeroen Sanders Eerste divisie Speelronde 32 | |                 | 43' Sheraldo Becker 63' Abdel Malek El Hasnaoui                                                                              | Basisopstelling AFC Ajax: van der Hart, Ligeon, van der Hoorn, Denswil, Riedewald, Bazoer, El Hasnaoui, Lobotka, Becker, Andersen, de Sa Reservebank AFC Ajax: Schmitz, Martina, Kuipers, Tete, van den Boomen, Hendriks Toegepaste Wissels AFC Ajax: '70 van der Hoorn Tete '82 Lobotka van den Boomen '86 Andersen Hendriks                   |
| Bijzonderheden: | |                 | | |
| | |                 | | |
| zondag 30 maart 2014, 14.30 uur | Willem II | 7 - 1 (4 - 1)   | Jong Ajax | : Bas Kuipers Kenny Tete |
| Koning Willem II-stadion, Tilburg 9.850 toeschouwers Scheidsrechter: Jeroen Manschot Eerste divisie Speelronde 33 | Ruud Boymans 18' Bruno Andrade 24' Bruno Andrade ( p ) 31' Bruno Andrade 45' Terell Ondaan 54' Ricardo Ippel 57' Ruud Boymans 77' Ali Messaoud 78' Justin Mathieu 81' |                 | 7' Tobias Sana 17' Bas Kuipers 47' Riechedly Bazoer 57' Kenny Tete 70' Chengkuai Wang 82' Branco van den Boomen              | Basisopstelling AFC Ajax: van der Hart, Ligeon, van den Boomen, Kuipers, Tete, Bazoer, El Hasnaoui, Andersen, Becker, Meleg, Sana Reservebank AFC Ajax: Leeuwenburgh, Martina, Anderson, Chengkuai Wang, de Bondt, Hendriks Toegepaste Wissels AFC Ajax: '46 Kuipers Martina '63 Meleg Hendriks '69 Bazoer Chengkuai Wang                       |
| Bijzonderheden: - Door deze nederlaag kwam er een einde aan de zegereeks van vijf opeenvolgende wedstrijden. | |                 | | |
| | |                 | | |
| maandag 7 april 2014, 20.00 uur | Jong Ajax | 1 - 2 (1 - 1)   | FC Eindhoven | : Tobias Sana |
| Sportpark De Toekomst, Amsterdam 376 toeschouwers Scheidsrechter: Allard Lindhout Eerste divisie Speelronde 34 | Stanislav Lobotka 22' Norichio Nieveld ( ed ) '37 Branco van den Boomen 60' Riechedly Bazoer 62'                                                                      |                 | 42' Donny de Groot 56' Jens van Son 88' Norichio Nieveld                                                                     | Basisopstelling AFC Ajax: van der Hart, Ligeon, van der Hoorn, van den Boomen, Riedewald, Bazoer, El Hasnaoui, Lobotka, Sana, Meleg, Andersen Reservebank AFC Ajax: Alblas, Anderson, Chengkuai Wang, Becker, de Bondt, Hendriks Toegepaste Wissels AFC Ajax: '61 Lobotka Becker '74 Meleg Hendriks '81 El Hasnaoui de Bondt                    |
| Bijzonderheden: | |                 | | |
| | |                 | | |
| vrijdag 11 april 2014, 20.00 uur | FC Volendam | 1 - 0 (0 - 0)   | Jong Ajax | : Bas Kuipers |
| Krasstadion, Volendam 4.922 toeschouwers Scheidsrechter: Edwin van de Graaf Eerste divisie Speelronde 35 | Robert Mühren '56 Henk Veerman 63' Gijs Luirink 70' Leon Tol 74' |                 | 81' Riechedly Bazoer | Basisopstelling AFC Ajax: van der Hart, Anderson, van den Boomen, Kuipers, de Bondt, Bazoer, Andersen, El Hasnaoui, Becker, Meleg, Sana Reservebank AFC Ajax: Leeuwenburgh, Sno, Chengkuai Wang, Lobotka, Barakzai, Hendriks Toegepaste Wissels AFC Ajax: '61 Andersen Lobotka '75 Meleg Hendriks '81 Becker Barakzai                           |
| Bijzonderheden: - Emran Barakzai maakte zijn debuut in het betaald voetbal. | |                 | | |
| | |                 | | |
| vrijdag 18 april 2014, 20.00 uur | Jong Ajax | 0 - 2 (0 - 1)   | Excelsior | : Bas Kuipers |
| Sportpark De Toekomst, Amsterdam - toeschouwers Scheidsrechter: Karel van den Heuvel Eerste divisie Speelronde 36 | Bas Kuipers 45' Kenny Tete 64' |                 | 7' Lars Veldwijk 59' Jurgen Mattheij                                                                                         | Basisopstelling AFC Ajax: van der Hart, Anderson, Tete, Kuipers, Riedewald, Lobotka, Andersen, El Hasnaoui, Becker, Kishna, Sana Reservebank AFC Ajax: Leeuwenburgh, van den Boomen, Bazoer, Meleg, de Bondt, Acolatse, Hendriks Toegepaste Wissels AFC Ajax: '46 El Hasnaoui Bazoer '65 Sana Acolatse '80 Hendriks Kishna                      |
| Bijzonderheden: | |                 | | |
| | |                 | | |
| maandag 21 april 2014, 14.30 uur | Jong Ajax | 4 - 0 (2 - 0)   | Helmond Sport | : Ruben Ligeon |
| Sportpark De Toekomst, Amsterdam 325 toeschouwers Scheidsrechter: Ingmar Oostrom Eerste divisie Speelronde 37 | Dejan Meleg 13' Dejan Meleg 33' Dejan Meleg 53' Sam Hendriks 90+1' |                 | 65' Serhat Koç 68' Kenny Teijsse                                                                                             | Basisopstelling AFC Ajax: van der Hart, Ligeon, van der Hoorn, Tete, Riedewald, Bazoer, Andersen, El Hasnaoui, Becker, Meleg, Kishna Reservebank AFC Ajax: Leeuwenburgh, van den Boomen, Anderson, Kuipers, Lobotka, de Bondt, Hendriks Toegepaste Wissels AFC Ajax: '46 Lobotka El Hasnaoui '70 Kishna de Bondt '90 Meleg Hendriks             |
| Bijzonderheden: | |                 | | |
| | |                 | | |
| vrijdag 25 april 2014, 20.00 uur | De Graafschap | 2 - 0 (2 - 0)   | Jong Ajax | : Bas Kuipers |
| Stadion De Vijverberg, Doetinchem 7.803 toeschouwers Scheidsrechter: Rogier Honig Eerste divisie Speelronde 38 | Vincent Vermeij 6' Vincent Vermeij 20' Milan Massop 90' |                 | 59' Bas Kuipers 63' Shaquill Sno                                                                                             | Basisopstelling AFC Ajax: van der Hart, Anderson, Tete, Kuipers, de Bondt, van den Boomen, Andersen, Lobotka, Becker, Meleg, Kishna Reservebank AFC Ajax: Leeuwenburgh, Sno, Keskin, Chengkuai Wang, Acolatse, Hendriks Toegepaste Wissels AFC Ajax: '46 Anderson Sno '62 Lobotka Hendriks '74 Becker Keskin                                    |
| Bijzonderheden: | |                 | | |

## Statistieken Jong Ajax 2013/2014

### Tussenstand Jong Ajax in Eerste divisie 2013/2014
| Stand | Gespeeld | Gewonnen | Gelijk | Verloren | Punten | Doelpunten voor | Doelpunten tegen | Gele kaarten | Rode kaarten |
| ----- | -------- | -------- | ------ | -------- | ------ | --------------- | ---------------- | ------------ | ------------ |
| 14e   | 38       | 15       | 5      | 18       | 50     | 57              | 72               | 58           | 7            |

### Punten, stand en doelpunten per speelronde 2013/2014
| Speelronde                            | 1  | 2  | 3   | 4   | 5  | 6  | 7  | 8   | 9  | 10 | 11  | 12  | 13  | 14  | 15  | 16  | 17  | 18  | 19  | 20  | 21  | 22  | 23  | 24  | 25  | 26  | 27  | 28  | 29  | 30  | 31  | 32 | 33  | 34  | 35  | 36  | 37  | 38  | Totaal |
| ------------------------------------- | -- | -- | --- | --- | -- | -- | -- | --- | -- | -- | --- | --- | --- | --- | --- | --- | --- | --- | --- | --- | --- | --- | --- | --- | --- | --- | --- | --- | --- | --- | --- | -- | --- | --- | --- | --- | --- | --- | ------ |
| Aantal punten per speelronde          | 3  | 0  | 0   | 1   | 3  | 3  | 0  | 1   | 3  | 0  | 0   | 0   | 0   | 0   | 0   | 0   | 3   | 0   | 1   | 1   | 3   | 3   | 0   | 3   | 0   | 3   | 1   | 3   | 3   | 3   | 3   | 3  | 0   | 0   | 0   | 0   | 3   | 0   | 50     |
| Aantal punten na speelronde           | 3  | 3  | 3   | 4   | 7  | 10 | 10 | 11  | 14 | 14 | 14  | 14  | 14  | 14  | 14  | 14  | 17  | 17  | 18  | 19  | 22  | 25  | 25  | 28  | 28  | 31  | 32  | 35  | 38  | 41  | 44  | 47 | 47  | 47  | 47  | 47  | 50  | 50  | 50     |
| Stand na speelronde                   | 3e | 7e | 14e | 15e | 9e | 6e | 9e | 10e | 9e | 9e | 13e | 14e | 15e | 16e | 16e | 17e | 16e | 18e | 18e | 18e | 18e | 16e | 17e | 16e | 17e | 16e | 15e | 15e | 15e | 15e | 11e | 8e | 10e | 13e | 14e | 14e | 14e | 14e | 14e    |
| Aantal doelpunten per speelronde      | 2  | 0  | 0   | 1   | 2  | 4  | 1  | 1   | 2  | 2  | 1   | 0   | 1   | 0   | 2   | 1   | 2   | 1   | 1   | 2   | 1   | 3   | 0   | 2   | 1   | 4   | 1   | 4   | 3   | 3   | 2   | 1  | 1   | 1   | 0   | 0   | 4   | 0   | 57     |
| Aantal tegendoelpunten per speelronde | 0  | 2  | 1   | 1   | 1  | 2  | 2  | 1   | 1  | 3  | 3   | 3   | 5   | 4   | 3   | 2   | 1   | 4   | 1   | 2   | 0   | 1   | 4   | 1   | 3   | 1   | 1   | 2   | 2   | 0   | 1   | 0  | 7   | 2   | 1   | 2   | 0   | 2   | 72     |
| Aantal gele kaarten per speelronde    | 1  | 4  | 1   | 1   | 2  | 0  | 1  | 3   | 3  | 1  | 4   | 0   | 2   | 4   | 0   | 2   | 3   | 1   | 2   | 0   | 0   | 1   | 1   | 2   | 1   | 0   | 1   | 0   | 1   | 2   | 1   | 1  | 5   | 3   | 1   | 2   | 0   | 2   | 59     |
| Aantal rode kaarten per speelronde    | 0  | 0  | 0   | 0   | 0  | 0  | 0  | 0   | 0  | 1  | 0   | 1   | 0   | 1   | 0   | 1   | 0   | 1   | 0   | 0   | 0   | 0   | 1   | 0   | 0   | 0   | 0   | 0   | 1   | 0   | 0   | 0  | 0   | 0   | 0   | 0   | 0   | 0   | 7      |

### Statistieken seizoen 2013/2014
|                          | Vriendschappelijk | Eerste divisie | Totaal    |
| ------------------------ | ----------------- | -------------- | --------- |
| Wedstrijden              | 10 van 10         | 38 van 38      | 48 van 48 |
| Gewonnen                 | 3 van 10          | 15 van 38      | 18 van 48 |
| Gelijk                   | 5 van 10          | 5 van 38       | 9 van 48  |
| Verloren                 | 2 van 10          | 18 van 38      | 20 van 48 |
| Thuis                    | 5 van 5           | 19 van 19      | 24 van 24 |
| Uit                      | 5 van 5           | 19 van 19      | 24 van 24 |
| Gele kaarten             | -                 | 59             | 59        |
| Rode kaarten             | -                 | 7              | 7         |
| 2 × geel in 1 wedstrijd  | -                 | 1              | 1         |
| Aantal wissels toegepast | -                 | 104            | 104       |
| Doelpunten voor          | 37                | 57             | 94        |
| Doelpunten tegen         | 15                | 72             | 87        |
| Doelsaldo                | +22               | −15            | +7        |
| De nul gehouden          | 4                 | 5              | 9         |
| Strafschoppen voor       | 1                 | 4              | 5         |
| Strafschoppen tegen      | 1                 | 5              | 6         |

### Topscorers 2013/2014
| Nr.                           | Naam                          | Goal |
| ----------------------------- | ----------------------------- | ---- |
| 1.                            | Sam Hendriks                  | 9    |
| 2.                            | Marvin Höner                  | 5    |
| 3.                            | Riechedly Bazoer              | 3    |
| 4.                            | Geoffrey Castillion           | 2    |
| 4.                            | Boban Lazić (*)               | 2    |
| 4.                            | Joeri de Kamps (*)            | 2    |
| 4.                            | Lesly de Sa                   | 2    |
| 4.                            | Lucas Andersen                | 2    |
| 9.                            | Moses Daddy-Ajala Simon (*)   | 1    |
| 9.                            | Jody Lukoki (*)               | 1    |
| 9.                            | Danzell Gravenberch (*)       | 1    |
| 9.                            | Vincent Vermeij (*)           | 1    |
| 9.                            | Abdel Malek El Hasnaoui       | 1    |
| 9.                            | Stanislav Lobotka             | 1    |
| 9.                            | Dejan Meleg                   | 1    |
| 9.                            | Derwin Martina                | 1    |
| 9.                            | Sinan Keskin                  | 1    |
| Eigen Doelpunten Tegenstander | Eigen Doelpunten Tegenstander | 1    |
| Totaal                        | Totaal                        | 37   |

| Nr.                           | Naam                          | Goal |
| ----------------------------- | ----------------------------- | ---- |
| 1.                            | Dejan Meleg                   | 12   |
| 2.                            | Lesly de Sa                   | 7    |
| 3.                            | Lucas Andersen                | 6    |
| 4.                            | Sam Hendriks                  | 5    |
| 5.                            | Tobias Sana                   | 3    |
| 5.                            | Stanislav Lobotka             | 3    |
| 7.                            | Vincent Vermeij (*)           | 2    |
| 7.                            | Ricardo Kishna                | 2    |
| 7.                            | Abdel Malek El Hasnaoui       | 2    |
| 10.                           | Boban Lazić (*)               | 1    |
| 10.                           | Fabian Sporkslede             | 1    |
| 10.                           | Geoffrey Castillion (*)       | 1    |
| 10.                           | Davy Klaassen                 | 1    |
| 10.                           | Joël Veltman                  | 1    |
| 10.                           | Danny Hoesen (*)              | 1    |
| 10.                           | Bas Kuipers                   | 1    |
| 10.                           | Danzell Gravenberch (*)       | 1    |
| 10.                           | Stefano Denswil               | 1    |
| 10.                           | Branco van den Boomen         | 1    |
| 10.                           | Sheraldo Becker               | 1    |
| Eigen Doelpunten Tegenstander | Eigen Doelpunten Tegenstander | 4    |
| Totaal                        | Totaal                        | 57   |

- (*) De volgende spelers zijn inmiddels vertrokken bij AFC Ajax.

2013/14 · 2014/15 · 2015/16 · 2016/17· 2017—2024 · 2024/25
Achilles '29 ·
Jong Ajax ·
Almere City FC ·
FC Den Bosch ·
FC Dordrecht ·
FC Eindhoven ·
FC Emmen ·
Excelsior ·
Fortuna Sittard ·
De Graafschap ·
Helmond Sport ·
MVV Maastricht ·
FC Oss ·
Jong PSV ·
Sparta Rotterdam ·
Telstar ·
Jong FC Twente ·
VVV-Venlo ·
FC Volendam ·
Willem II